# Moso (Insel)

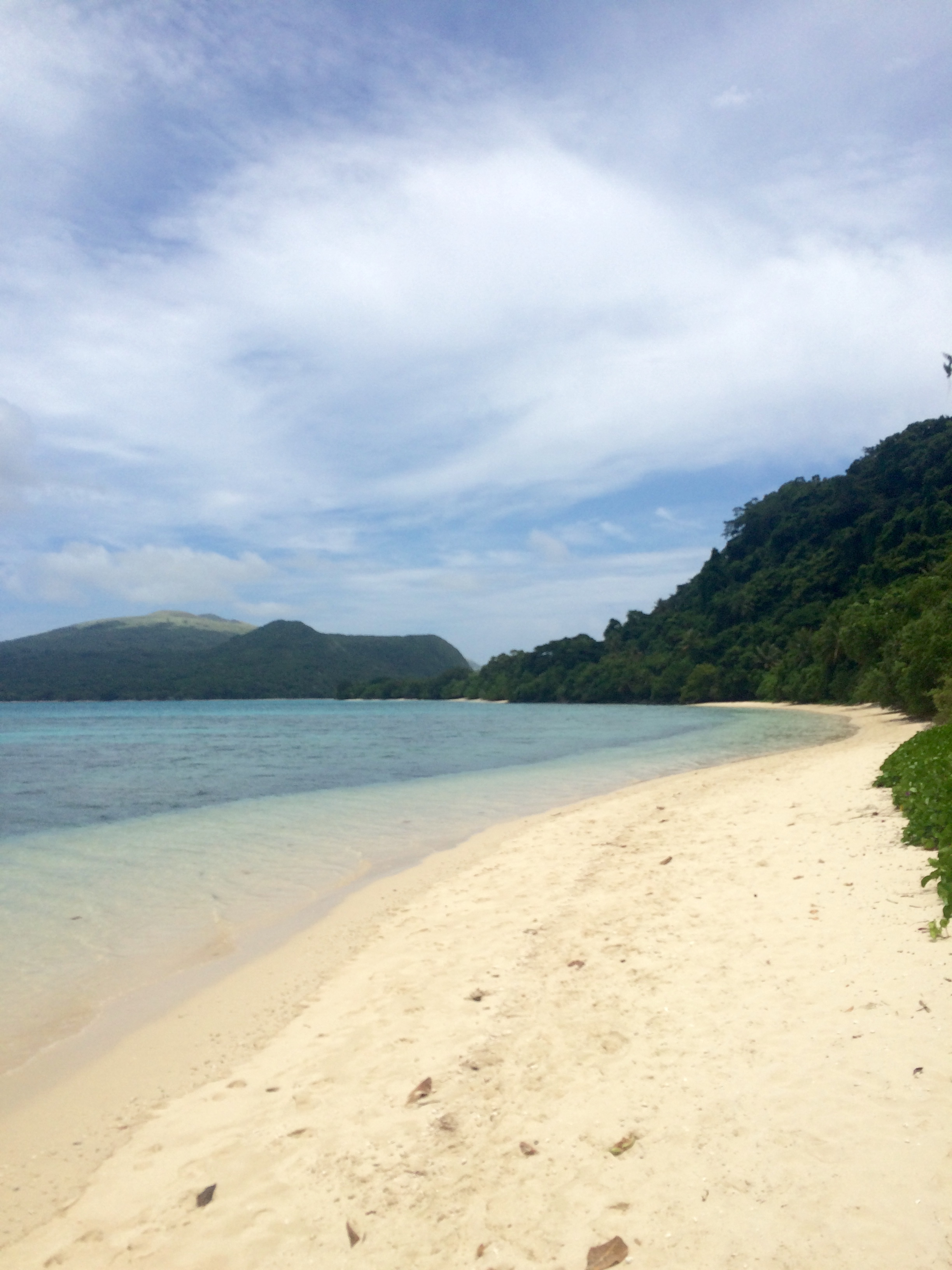
Der Strand in der Nähe von Tassirki

Moso ist eine Insel vor der Nordwestküste von Efate in Vanuatu, in der Provinz Shefa. Die Insel wird durch die „Namoso-Passage“, welche bis zu 200 m breit ist, von Efate getrennt.
Zusammen mit der südwestlich angrenzenden Insel Lelepa bildet Moso den Naturhafen Port Havannah (auch Havannah Harbour genannt), welcher im Nordwesten von Efate liegt. Im Zweiten Weltkrieg war das Gebiet ein wichtiger Ausgangspunkt für amerikanische Militäroperationen. Einige der Truppen waren fest auf Moso stationiert, einige Hinweise auf Militärpräsenz findet man heute noch.

## Geschichte
Ursprünglich gab es sieben Siedlungen, die über die ganze Insel verteilt waren. Missionare entschieden allerdings, dass die Aktivitäten auf der Insel an einem zentralen Ort zusammengefasst werden sollten. In der Folge wurde Sunae als Hauptort an der südöstlichen Küste gegründet. In den frühen 1990er-Jahren wurde die Gemeinde aufgeteilt, und ein Teil der Bevölkerung gründete die Siedlung Tassirki in der Mitte der Insel.

## Transport
Auf der Insel gibt es keine Straßen oder ähnliche Verkehrswege, weshalb auch keine Autos oder andere motorisierte Fahrzeuge anzutreffen sind.
Zugang zur Insel ist mithilfe von Bananenbooten möglich. Touren starten in der Gemeinde Tanoliu auf Efate.
Aufgrund der geringen Größe der Insel sind alle Wege auch zu Fuß gut zu schaffen.

## Tourismus

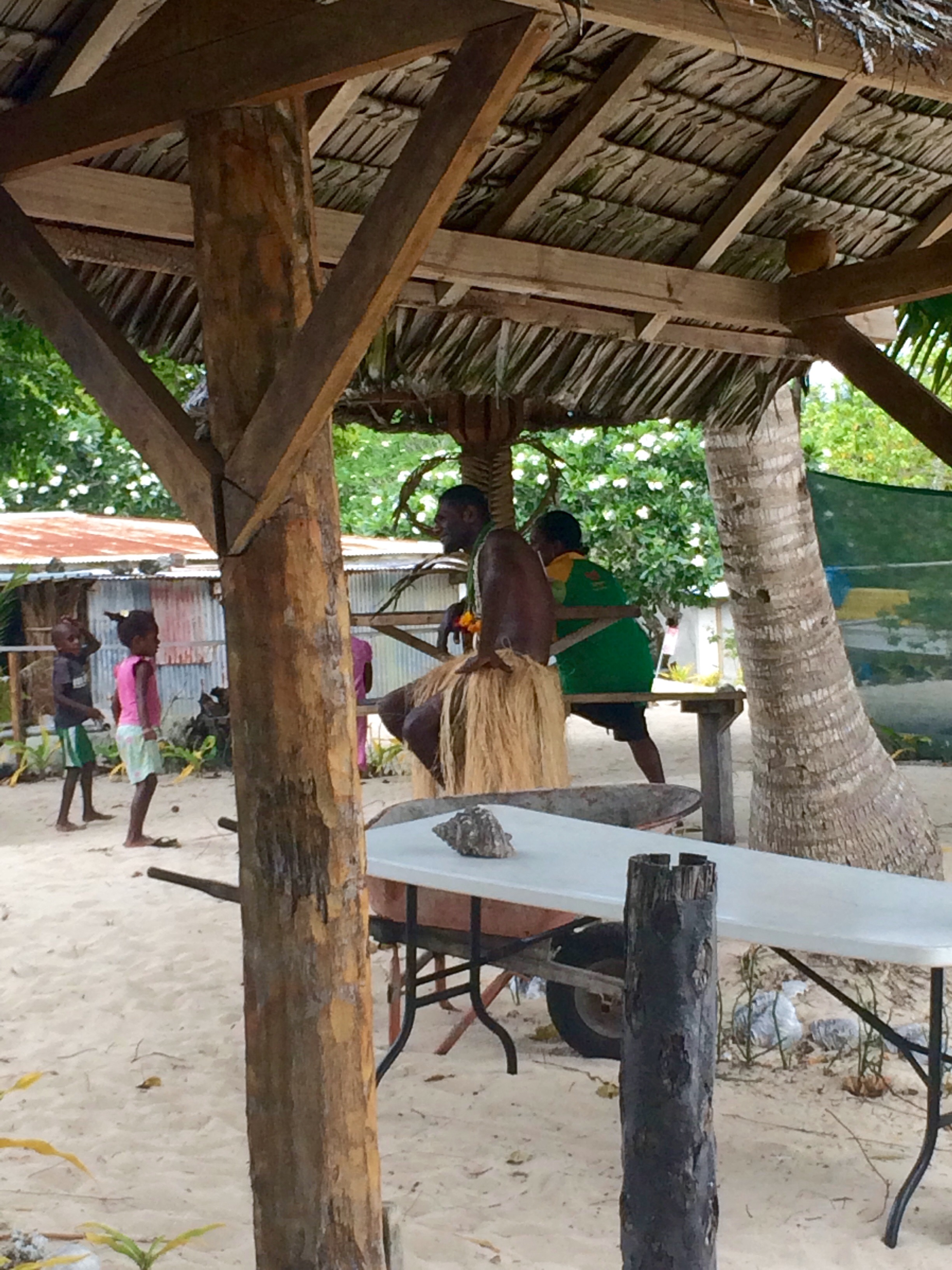
Häuptling der Gemeinde Tassirki, 2014

Die Gemeinde Tassirki ist ein Zentrum für ein Schildkrötenüberwachungsprogramm, welches sich auf den nordwestlichen Bereich der Insel Efate bezieht. Das Projekt wird im ganzen Gebiet des Staates Vanuatu durchgeführt, um gefährdete Schildkrötenarten der Pazifikregion zu schützen. Die Gemeinschaft betreibt einen Bungalow, in welchem Kurzzeit-Helfer beherbergt werden, welche den Einheimischen bei der Schildkrötenüberwachung helfen.
Die Bewohner der Gemeinde Sunae versuchen, Ausflüge in den östlichen Teil der Insel anzubieten. Damit soll die Gemeinschaft zusammenwachsen und die Region auch Außenstehenden zugänglich gemacht werden. Im östlichen Teil von Moso wurde außerdem die Fernsehserie „Les Aventuriers de Koh-Lanta“, der französische Ableger der Serie „Survivor“, produziert.
Das Unternehmen Tranquility Dive and Resort bietet im Westen der Insel Tauchgänge an.
Mittlerweile wird die Insel auch selbst als touristisches Ziel angeboten. Es existieren einige luxuriöse Ferienwohnungen abseits der Siedlungsgebiete, welche mit Solarstrom und Regen- beziehungsweise Quell-/Brunnenwasser versorgt werden.

## Demographie
Auf der Insel leben etwa 240 Angehörige der ni-Vanuatu, eines einheimischen Stammes. Der Großteil der Menschen lebt in Tassirki.

## Wirtschaft
Fischerei, Subsistenzwirtschaft und Tourismus sind die wirtschaftlichen Standbeine von Moso. Die Fischer nutzen bei ihrer Arbeit meist die traditionellen Auslegerboote und arbeiten sowohl am Tag, als auch in der Nacht.